# Vía Colectora Guayaquil-El Empalme
La Vía Guayaquil-El Empalme (E48) es una carretera secundaria de la red vial ecuatoriana ubicada íntegramente en la provincia del Guayas, cuya prefectura también la denomina Vía Provincial 6. Constituye una de las principales arterias del área metropolitana de Guayaquil y conecta la ciudad con varios cantones del norte de la provincia: Nobol, Daule, Santa Lucía, Palestina, Colimes, Balzar y El Empalme.
Inicia en la Transversal Central (E30) en la ciudad de Velasco Ibarra, cantón El Empalme, en el extremo norte de la Provincia del Guayas. La E48 continúa hacia el sur, paralela al río Daule, conectando las ciudades de Balzar, Palestina (término occidental de la E484), Santa Lucía, Daule (término occidental de la E485) y Nobol (término suroriental de la E482). Todas estas ciudades cuentan con pasos laterales que evitan los núcleos urbanos.
La denominación E48 termina en un enlace viario tipo trébol con la carretera E40 (Transversal Austral, llamada localmente Vía Perimetral) en la parroquia Pascuales, dentro del límite urbano de Guayaquil. La vía urbana continúa hacia el centro de Guayaquil con los nombres de Vía a Daule, Avenida Camilo Ponce Enríquez y Avenida Martha Bucaram de Roldós y termina al final de la via Daule (KM 1 De Vía a Daule) en un cruze con la Avenida Del Bombero. 

## Concesiones
La Vía Colectora Guayaquil-El Empalme (E48) está concesionada en toda su extensión a la empresa privada CONORTE S.A. Archivado el 7 de febrero de 2011 en Wayback Machine. por lo que es necesario el pago de peajes a lo largo de su recorrido.

## Localidades destacadas
De norte a sur:
- Velasco Ibarra (El Empalme)
- Balzar
- Palestina
- Santa Lucía
- Daule
- Narcisa de Jesús (Nobol)
- Guayaquil